# Малёваное
Малёваное (укр. Мальоване) — село в Млиновской поселковой общине Дубенского района Ровненской области Украины.
До 2020 года входило в Млиновский район.
Население по переписи 2001 года составляло 213 человек. Почтовый индекс — 35130. Телефонный код — 3659. Код КОАТУУ — 5623885001.